# Orland (Californië)
Orland is een plaats (city) in de Amerikaanse staat Californië, en valt bestuurlijk gezien onder Glenn County.

## Demografie
Bij de volkstelling in 2000 werd het aantal inwoners vastgesteld op 6281.
In 2006 is het aantal inwoners door het United States Census Bureau geschat op 7050, een stijging van 769 (12,2%).

## Geografie
Volgens het United States Census Bureau beslaat de plaats een oppervlakte van
6,6 km², geheel bestaande uit land. Orland ligt op ongeveer 79 m boven zeeniveau.

## Plaatsen in de nabije omgeving
De onderstaande figuur toont nabijgelegen plaatsen in een straal van 32 km rond Orland.